# Marie-Louise Trichet
Marie-Louise Trichet detta anche Marie-Louise de Jésus (Maria Luisa di Gesù Trichet), (Poitiers, 7 maggio 1684 – Saint-Laurent-sur-Sèvre, 28 aprile 1759) è stata una religiosa francese, fondatrice (con san Luigi Maria Grignion de Montfort) della congregazione delle Figlie della Sapienza. La memoria liturgica cade il 28 aprile.

## Biografia

### Giovinezza e inizi della vita religiosa
Nacque a Poitiers da una famiglia benestante, il padre Julien Trichet, era infatti un giudice del tribunale di Poitiers; Marie-Louise era la quarta di otto figli, la terza figlia femmina.
Marie-Louise manifestò presto di essere molto pia, ricevette un'educazione cattolica e assisteva alla messa ogni giorno. Nel 1701, quando conobbe il futuro santo, padre Luigi Maria de Montfort, questo non ebbe difficoltà a convincerla ad abbracciare la vita religiosa e di prendere sotto la sua direzione spirituale. Entrò in convento per la prima volta nel 1702 dalle canonichesse di Sant'Agostino, ma ne uscì dopo poco tempo perché i genitori non condividevano la sua scelta. Padre Grignion de Montfort le consigliò allora di dedicarsi alla cura dei poveri nell'ospedale di Poitiers, dove lui era reggeva la cappella, la giovane Marie-Louise accettò divenendo una delle governanti dell'ospedale nel gennaio 1703. Non avendo abbandonato il suo desiderio di intraprendere la vita religiosa, Padre Luigi Maria la fece entrare nella comunità della "Sapienza" e la vestì dell'abito della sua comunità, facendola diventare la prima figlia della Sapienza il 2 febbraio 1703.
I dieci anni seguenti furono piuttosto duri, vi furono periodi di carestia e scoppiarono delle epidemie che caratterizzarono gli ultimi anni del regno di Luigi XIV di Francia; inoltre non trovò alcun'altra consorella durante questo periodo. La prima, infatti, si aggregò a lei nel 1713 e si chiamava Catherine Brunet. Nel 1715, si rivide con padre Luigi Maria, da cui si era separata diversi anni prima, a La Rochelle in Vandea, dove Marie-Louise aveva fondato una scuola. Insieme redassero la "Regola primitiva della Sapienza" che fecero approvare dal loro vescovo, e formalizzarono la scelta del nome della loro congregazione, le Figlie della Sapienza. L'anno seguente, il 28 aprile 1716 padre de Montfort morì, lasciando la giovane comunità nelle mani di Marie-Louise, che oltre a lei stessa che era la madre superiora, aveva solo tre consorelle suore e una novizia.

### Fondazione della casa madre e ultimi anni
Dopo la partenza delle suore, la situazione dell'ospedale di Poitiers era peggiorata e così, nel 1719, l'amministrazione chiese loro di tornare. Madre Marie-Louise accettò la proposta di tornare a Poitiers, anche perché ebbe l'autorizzazione a installare la casa madre della sua congregazione e il noviziato proprio nell'ospedale. Gli amministratori tuttavia vollero inserire nel contratto due clausole inaccettabili: l'amministrazione avrebbe preso parte alla scelta della madre superiora; e la metà della dote delle novizie sarebbe andata all'ospedale. Non volendo compromettere l'autonomia dell'Istituto, Marie-Louise rifiutò.
Madre Marie-Louise riuscì a trovare dove stabilire la loro Casa, rincontrando casualmente, per le strade di Poitiers, Jacques Goudeau, un devoto laico discepolo di padre Grignion de Montfort, che prese parte alla missione a Montbernage che organizzò nel 1706 padre Luigi Maria e nella quale per l'appunto conobbe Marie-Louise. Goudeau le suggerì di parlare con una nobildonna, Madame de Bouillé, che viveva nei pressi di Saint-Laurent-sur-Sèvre e che era vicina alla spiritualità monfortana, in quanto il suo confessore era proprio padre Luigi Maria.
La nobildonna accettò ben volentieri di aiutare le discepole del suo padre spirituale e acquistò per loro una casa a Saint-Laurent, che divenne la loro casa madre con il nome di "Maison Longue", nel giugno 1720. Da allora, la congregazione crebbe e nuove consorelle presero i voti entrando nella congregazione; per i 43 anni in cui ha retto la congregazione, Madre Marie-Louise, riuscì a fondare una trentina di altre case nelle regioni occidentali della Francia, che nel 1750 andò a visitare singolarmente in un lungo viaggio che fu anche l'ultimo della sua vita.
Tornata a Saint-Laurent-sur-Sèvre vi rimarrà fino alla sua morte, causata da una lunga malattia che la colpì dopo aver sofferto per parecchi mesi a causa di una caduta. Madre Marie-Louise morì il 28 aprile 1759, lo stesso giorno in cui 43 anni prima morì san Luigi Maria Grignion de Montfort, e fu sepolta accanto alla tomba del santo in quella che diventerà la basilica di San Luigi Maria Grignion de Montfort a Saint-Laurent-sur-Sèvre.

## Culto
Il 16 maggio 1993, Marie-Louise de Jésus fu beatificata a Roma da papa Giovanni Paolo II, che come è noto era molto devoto a san Luigi Maria. Il 19 settembre 1996, Giovanni Paolo II si recò a Saint-Laurent-sur-Sèvre per pregare sulle tombe di San Luigi Maria e della beata Maria-Louise.
La memoria liturgica cade il 28 aprile, come per san Luigi Maria, e nel martirologio romano viene così descritta: «Nel villaggio di Saint-Laurent-sur-Sèvre in Francia, beata Maria Luisa di Gesù Trichet, vergine, che vestì come prima associata l'abito della Congregazione delle Figlie della Sapienza, che governò con saggezza».